# Carillon Druskininkai

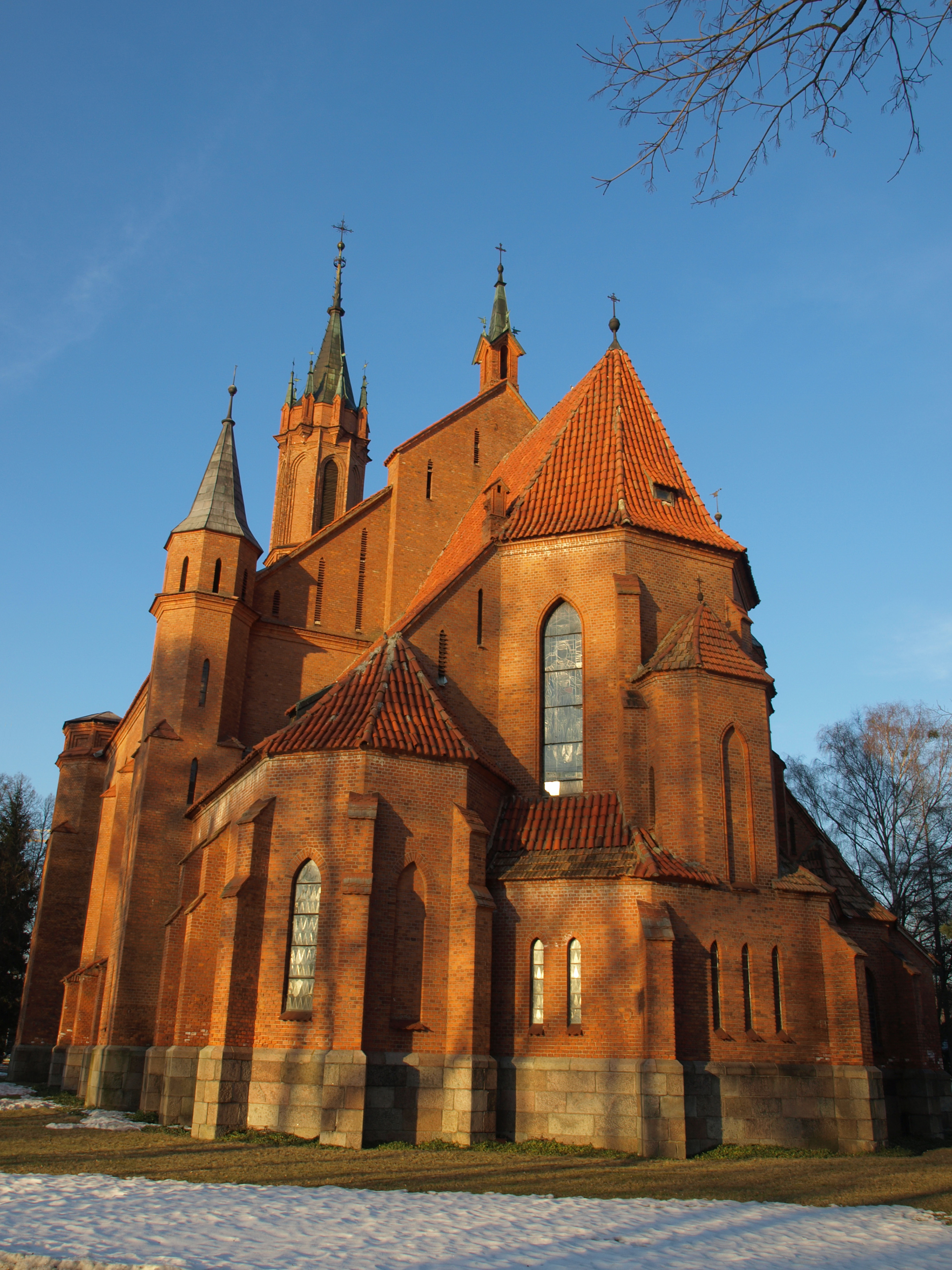
Kirchturm mit Carillon

Das Carillon Druskininkai ist ein Carillon in der litauischen Kurortstadt Druskininkai, im Zentrum der Stadt. Es ist das einzige Glockenspiel in Südlitauen und Dzūkija. Es wurde im 2016 eröffnet. Das Carillon wurde vom Landesverein Asociacija „Druskininkų klubas“ (Club Druskininkai) gestiftet und eingerichtet. Es befindet sich im Turm der katholischen Kirche der Stadt. Das Carillon wurde vom Ingenieur und Kampanologen Saulius Stulpinas ab 1993 erstellt.